# Bankia

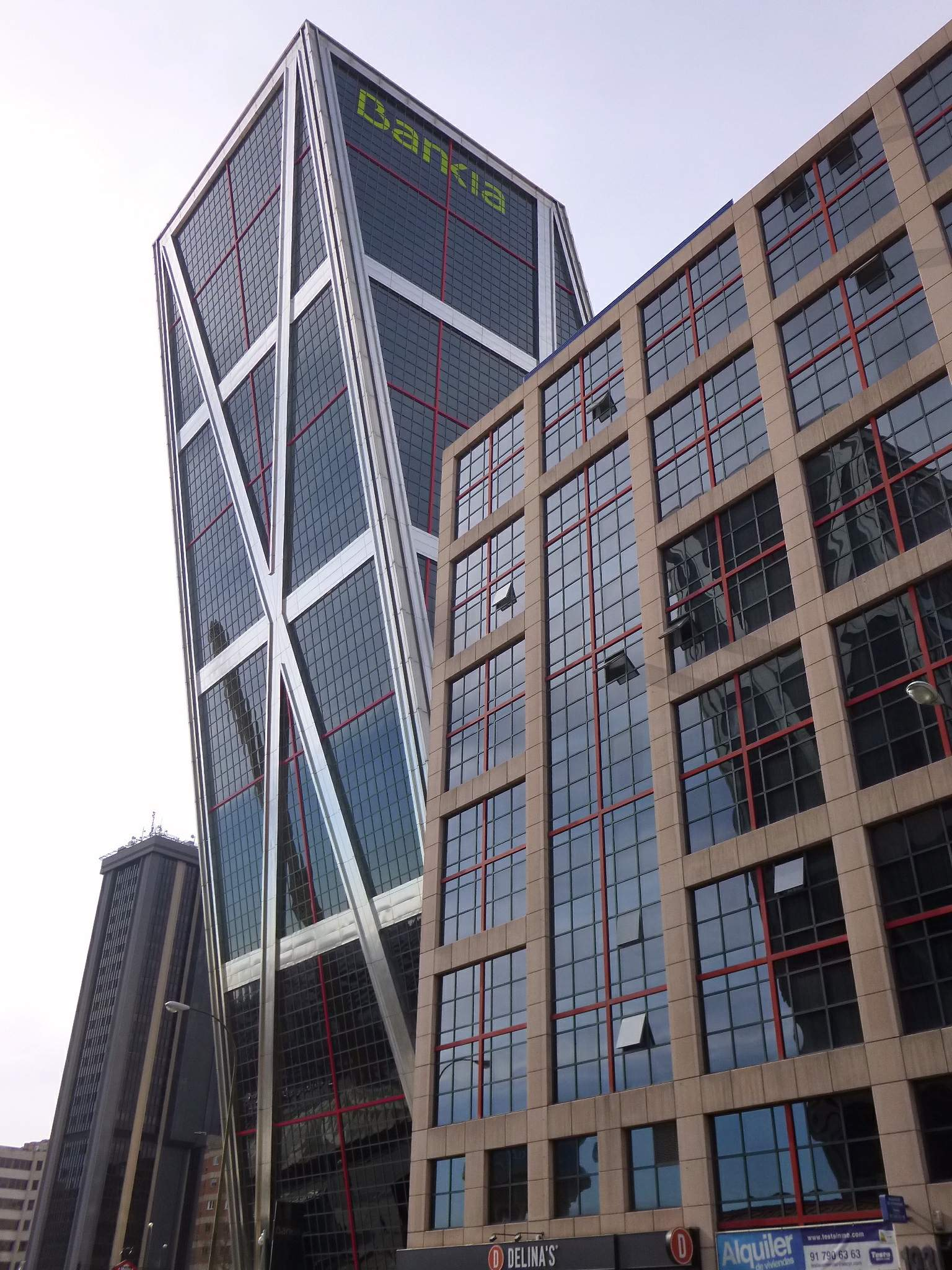
Sede operacional da Bankia na Torre Puerta de Europa em Madri

Bankia (pronúncia espanhola: [ˈbaŋkja]) é um banco espanhol que foi formado em dezembro de 2010, consolidando as operações de sete bancos de poupança regionais e foi parcialmente nacionalizado pelo governo da Espanha em maio de 2012 devido ao quase colapso da instituição. A partir de 2017, o Bankia é o quarto maior banco da Espanha, com ativos totais de € 179,1 bilhões.

## História

### Formação e IPO
O Bankia foi formado em 3 de dezembro de 2010, como resultado da união de sete caixas de poupança espanholas que tiveram uma presença importante em suas principais regiões históricas. A fusão dos sete bancos, conhecida como 'fusão a frio', levou apenas quatro meses, com o contrato de integração sendo assinado em 30 de julho de 2010. A Caja Madrid, que era de propriedade do governo da Comunidade de Madri, detinha o controle acionário. A distribuição das ações foi a seguinte:
- 52.06% Caja Madrid
- 37,70% Bancaja
- 2,45% La Caja de Canarias
- 2,33% Caja de Ávila
- 2,11% Caixa Laietana
- 2,01% Caja Segovia
- 1,34% Caja Rioja

Após a fusão, o Bankia passou a ser detido inicialmente pela holding Banco Financiero y de Ahorros (BFA), e os sete bancos controlavam o BFA. Os ativos mais tóxicos dos bancos foram transferidos para o BFA, que obteve 4,5 bilhões de euros do fundo de resgate do governo espanhol FROB em troca de ações preferenciais com uma taxa de juros anual de 7,75%, com vencimento em 2015. Em 2011, o Bankia ofereceu ações ao público em uma oferta pública inicial. Os banqueiros de investimento encontraram pouco interesse no IPO entre os investidores institucionais internacionais. A estratégia passou a vender as ações no mercado interno e em grande parte aos clientes do próprio banco, com 98% dos € 3,1 bilhões iniciais arrecadados pelas vendas domésticas de ações. As ações do Bankia começaram a ser negociadas no Bolsa de Madrid em 20 de julho de 2011, sob o símbolo BKIA, e o banco foi listado no IBEX 35.

### Insolvência e resgate estatal
Em 2012, o Bankia foi o terceiro maior credor da Espanha, mas o maior detentor de ativos imobiliários, com € 38 bilhões. Em 7 de maio de 2012, Rodrigo Rato deixou o cargo de presidente do Bankia SA, a fim de abrir caminho para um plano de resgate que o governo espanhol esperava convencer os investidores internacionais da estabilidade financeira do país. José Ignacio Goirigolzarri tornou-se o novo presidente. Preocupações com o valor dos ativos do Bankia e o potencial de novas perdas no futuro suscitaram especulações de que o governo espanhol injetaria até €10 bilhões em novos capitais no banco problemático.
Em 10 de maio, o governo espanhol disse que converteria suas ações preferenciais do BFA em ações com direito a voto, dando a ele uma participação de 45% no Bankia. Em 25 de maio, a negociação das ações foi suspensa a pedido do Bankia.
Em 25 de maio, foi relatado que o Bankia SA havia negociado um resgate adicional de € 19 bilhões (US $ 23,8 bilhões), marcando outro aumento no custo de um resgate prolongado. O governo já havia gasto 4,5 bilhões de euros para apoiar o Bankia, e todo o resgate foi visto totalizando cerca de 20 bilhões de euros. O Bankia também revisou sua demonstração de resultados para 2011, declarando que, em vez de um lucro de 309 milhões de euros, havia perdido 4,3 bilhões de euros antes dos impostos e pediu 1,4 bilhão de crédito fiscal para reduzir sua perda. The New York Times descreveu o crescente resgate como fazendo da Espanha um dos novos pontos focais da crise da dívida soberana na Europa. Em resposta a preocupações crescentes, a Standard & Poor's rebaixou seu rating de capacidade creditícia do Bankia para BB +, tornando-o um título não solicitado.

### Reestruturação (2012-2017)
Foram impostas várias limitações devido ao recebimento de um auxílio estatal. Os acionistas tiveram que compartilhar parte do ônus da injeção de capital, o balanço patrimonial teve que ser reduzido, os dividendos foram restringidos até 2014 e a rede de agências (-39%) e a força de trabalho (-28%) tiveram que ser reduzidas.
Além dos problemas financeiros, a nova administração teve que lidar com controvérsias relacionadas às antigas administrações.
Em 2013, o Bankia voltou à lucratividade.
Em 28 de fevereiro de 2014, a Espanha vendeu uma participação de 7,5% no Bankia por 1,3 bilhão de euros. As ações foram vendidas a €1,51 cada.
Em 7 de julho de 2015, o Bankia pagou o primeiro dividendo em sua história, 1,75 € por ação. Em 16 de outubro, o Bankia concluiu a venda do City National Bank of Florida por US $ 883 milhões ao banco chileno BCI. O banco foi comprado pela Caja Madrid por US $ 1,12 bilhão em 2008. No final de 2015, o Bankia cumpriu dois anos antes do previsto todas as metas estabelecidas pela Comissão Europeia no Plano de Reestruturação do Grupo BFA-Bankia. O banco também reportou a melhor eficiência, solvência e lucratividade entre os seis maiores bancos espanhóis.
Em 23 de fevereiro de 2016, a Fitch elevou o rating do Bankia para "BBB-", restaurando o rating do banco para o grau de investimento. Em 8 de setembro, o Bankia anunciou que foi incluído no Índice Dow Jones de Sustentabilidade com uma pontuação de 84 em 100.
Em 27 de junho de 2017, o Bankia concordou em adquirir o banco estatal BMN (Banco Mare Nostrum) por 825 milhões de euros em uma transação com todas as ações. O BMN foi o resultado da fusão dos bancos de poupança Caja Murcia, Caja Granada e Sa Nostra. Em 3 de novembro, o Bankia anunciou que estava listado no relatório CDP Climate Change para 2017 como um de um grupo de 112 empresas globais liderando a luta contra as mudanças climáticas. O período de reestruturação termina em 31 de dezembro de 2017. O prazo para a privatização do Bankia era final de 2019, no entanto, em dezembro de 2018, o governo decidiu adiar a privatização até o final de 2021.

### Desde 2017
Em 27 de fevereiro de 2018, o Bankia anunciou que planeja pagar € 2,5 bilhões aos acionistas nos próximos três anos como parte de seu plano estratégico 2018-2020. Visa um lucro de 1,3 bilhão de euros em 2020.

## Controvérsias

### IPO enganoso
Em 27 de janeiro de 2016, o Supremo Tribunal espanhol ordenou que o Bankia reembolsasse dois pequenos investidores por enganá-los durante o IPO de 2011. O tribunal disse que o prospecto para sua oferta pública de ações continha "imprecisões sérias". O banco está ciente de ações judiciais no valor de 819 milhões de euros e reservou 1,84 bilhão de euros em provisões para reivindicações. Em 17 de fevereiro de 2016, o banco anunciou que compensaria totalmente os acionistas minoritários que participaram do IPO em troca da devolução de suas ações ao banco. Eles receberão 100% de seu investimento mais 1% de juros compensatórios por ano. A oferta economizou Bankia € 400 milhões em custos legais.

### Compartilhamento de preferências
O Bankia vendeu cerca de € 5 bilhões em produtos financeiros complexos, como ações preferenciais e dívida subordinada a clientes. A maioria desses produtos sofreu baixas contábeis impostas. O banco iniciou um processo de arbitragem em 2013. Em 15 de julho de 2016, o prazo para apresentação de pedidos de arbitragem expirou.

### Uso indevido do cartão de crédito
Em 23 de fevereiro de 2017, 65 indivíduos receberam sentenças por uso indevido dos cartões de crédito da empresa. Rodrigo Rato (ex-presidente da Bankia e também ex-diretor-gerente do FMI) foi condenado a quatro anos e meio de prisão, e Miguel Blesa (ex-presidente da Caja Madrid) foi condenado a seis anos de prisão. Os outros réus receberam sentenças que variaram de três meses a seis anos. Os documentos indicam que os gastos pessoais de executivos e diretores totalizaram 12,5 milhões de euros. A fraude foi descoberta pela publicação de um artigo no eldiario.es com base nos emails de Miguel Blesa. Inicialmente, o artigo não levou a nenhuma investigação judicial. Em vez disso, o promotor-chefe de Madri tentou iniciar ações legais contra a mídia que espalharam os e-mails da Blesa, porque foram "obtidos ilegalmente". As notícias levaram o Bankia a solicitar uma investigação interna, e o banco posteriormente transferiu as informações para o FROB.

## Organização
O banco está organizado em seis áreas de negócios: Banco de Varejo, Banco de Negócios, Banco Privado, Gestão de Ativos e Bancassurance, Mercado de Capitais e Investidas.
Bankia está listado no Bolsa de Madrid e é um constituinte do IBEX 35.

### Quartel general
O banco tem sede e endereço das subsidiárias em Valência, enquanto sua sede operacional fica em Madri. Também possui um escritório de representação em Xangai. 